# Lubuk Tanah Terban
Lubuk Tanah Terban is een bestuurslaag in het regentschap Bungo van de provincie Jambi, Indonesië. Lubuk Tanah Terban telt 674 inwoners (volkstelling 2010).